# Theo Doreleijers
Theodorus Adrianus Henricus (Theo) Doreleijers (Sint-Oedenrode, 14 juni 1948) is een Nederlands medicus en psychiater.

## Carrière
Doreleijers studeerde geneeskunde aan de Katholieke Universiteit Nijmegen. Daarna specialiseerde hij zich in de (kinder- en jeugd)psychiatrie in het Erasmus MC (toen nog Dijkzigt ziekenhuis) en het Sophia Kinderziekenhuis in Rotterdam. Rond 1980 gaf directeur Reeser van het Juliana Kinderziekenhuis Doreleijers (samen met psychologe Mary van den Dries-Wiedemann) opdracht een aparte afdeling op te zetten voor de kinderpsychiatrie; later initieerde Doreleijers de fusie tussen zijn afdeling en twee andere jeugdpsychiatrische afdelingen in Den Haag: nu bekend onder de naam De Jutters.
In 1995 promoveerde hij in Utrecht op het proefschrift Diagnostiek tussen jeugdstrafrecht en hulpverlening waarmee hij aandacht vroeg voor jeugddelinquenten met een psychische stoornis. Een te zware straf werkt volgens hem mogelijk averechts en lost het probleem, waarmee dat kind worstelt niet op. Ook richtte hij in 1995 de European Association for Forensic Child and Adolescent Psychiatry, Psychology and allied professions (EFCAP-EU) op, een Europese vakvereniging die elke twee jaar congresseert, met ook een Nederlandse tak EFCAP-NL.
In 1997 werd hij benoemd tot hoogleraar Kinder- en jeugdpsychiatrie aan het VUmc in Amsterdam. In 2007 werd hij daarnaast aangesteld als bijzonder hoogleraar Forensische Psychiatrie bij het Departement Strafrecht en Criminologie van de Universiteit Leiden. Hij begeleidde samen met collega's een veertigtal promovendi. Hij leidde samen met collega's zo'n 100 kinder- en jeugdpsychiaters op. Daarnaast was hij als visiting professor forensische jeugdpsychiatrie van 2014 tot 2016 verbonden aan de Universiteit van Basel.
In juni 2013 nam hij afscheid van de Vrije Universiteit Amsterdam (VUmc) met zijn afscheidsrede Gekker moet het niet worden en van de Universiteit Leiden.
Op 26 april 2014 werd Doreleijers benoemd tot Officier in de Orde van Oranje Nassau wegens zijn initiatieven op het gebied van het neurobiologisch wetenschappelijk onderzoek bij jeugdige delinquenten en het opzetten van het Europese netwerk Jeugdforensische Psychiatrie en Psychologie, een vereniging die hem bij zijn afscheid als voorzitter in 2014 benoemde tot Honorary President for Life.
Na zijn pensionering werd hij directeur van de Academische Werkplaats bij De Nieuwe Kans (AW-DNK) in Rotterdam.
Doreleijers is twaalf jaar lang lid geweest van de Raad voor Strafrechttoepassing en Jeugdbescherming (RSJ).

### Politiek
Doreleijers was kandidaat bij de Tweede Kamerverkiezingen 2021 en stond op de kandidatenlijst van Volt. Hij is co-lead van de beleidsgroep Gezondheid, co-lead van de Silvergroep voor 50-plussers binnen Volt, mede-oprichter van het Wetenschappelijk Instituut voor Volt en mede-opsteller van het reglement voor een Adviesraad voor het partijbestuur. Zijn focus richt zich op binnen Volt op kansengelijkheid voor kinderen en jongeren, hun lichamelijke en psychosociale gezondheid en hun welzijn.

## Onderscheidingen
- VU Society Impact Award in 2010
- Docent van het Jaar 2012.[3] Eerder werd hij 15 achtereenvolgende jaren gekozen tot beste docent van de faculteit geneeskunde, in 2012 van de gehele universiteit.
- Officier in de Orde van Oranje Nassau

- International Standard Name Identifier: 0000 0000 4302 7482
- Library of Congress Control Number: n97079655
- NARCIS: PRS1239376
- Nederlandse Thesaurus van Auteursnamen: 135063027
- Système universitaire de documentation: 139574875
- Virtual International Authority File: 18968194
- WorldCat: E39PBJjtfDM3fxcGrxCTqbjDMP